# Francesco Martino (Turner)
Francesco Martino (* 14. Juli 1900 in Bari, Apulien; † 10. Oktober 1965 ebenda) war ein italienischer Turner und zweifacher Olympiasieger.
Bei den Olympischen Sommerspielen 1924 in Paris gewann er mit dem italienischen Team den Mannschaftsmehrkampf. Er nahm auch an allen acht Einzelwettbewerben teil und gewann eine weitere Goldmedaille an den Ringen.